# Малаперт (лунный кратер)
Кратер Малаперт (лат. Malapert) — древний ударный кратер в  области южного полюса на видимой стороне Луны. Название присвоено в честь бельгийского священника-иезуита, писателя и астронома Шарля Малапера (1581—1630) и утверждено Международным астрономическим союзом в 1935 г. Образование кратера относится к донектарскому периоду.

## Описание кратера
Ближайшими соседями кратера являются кратер Кабео на западе; кратер Скотт на северо-востоке; кратер Нобиле на востоке и кратер Хауорт на юге. Селенографические координаты центра кратера — 83°56′ ю. ш. 19°50′ в. д. / 83,94° ю. ш. 19,83° в. д., диаметр — 72 км, глубина — 2,8 км.
Кратер Малаперт имеет полигональную форму и практически полностью разрушен. Вал представляет собой нерегулярное кольцо пиков, окружающих чашу кратера, западная часть вала перекрыта безымянным кратером. Юго-западная часть вала формирует возвышение в виде хребта, вытянутого с востока на запад высотой около 5000 м неофициально именуемое пиком Малаперта (иногда Малаперт Альфа). Дно чаши пересеченное, со множеством холмов. Вследствие близости к южному полюсу часть кратера практически постоянно находится в тени, что затрудняет наблюдения.

## Пик Малаперта
Пик Малаперта (юго-западная часть вала, высота около 5 км) был предложен в качестве места установки приёмопередатчика для обеспечения связи с Землей экспедиции на южный полюс Луны. Кроме того, обратная сторона пика постоянно находится в радиотени для сигналов с Земли, что делает его идеальным местом для установки радиотелескопа благодаря устранению радиопомех от земных источников. На нём планируется разместить Международную лунную обсерваторию.
Некоторые источники ошибочно указывают что пик Малаперта постоянно освещён Солнцем, являясь пиком вечного света. Однако расчёты показывают, что точка М1 пика Малаперта (Селенографические координаты 86°02′ ю. ш. 2°42′ в. д. / 86,04° ю. ш. 2,7° в. д.) имеет среднюю освещённость 74% в течение лунного года (минимальная освещённость 56% в течение лунного дня, максимальная – 95%), а точка М2 (селенографические координаты 86°00′ ю. ш. 2°54′ в. д. / 86,00° ю. ш. 2,9° в. д.) имеет среднюю освещённость 74% в течение лунного года (минимальная освещённость 58% в течение лунного дня, максимальная – 90%).

## Сателлитные кратеры

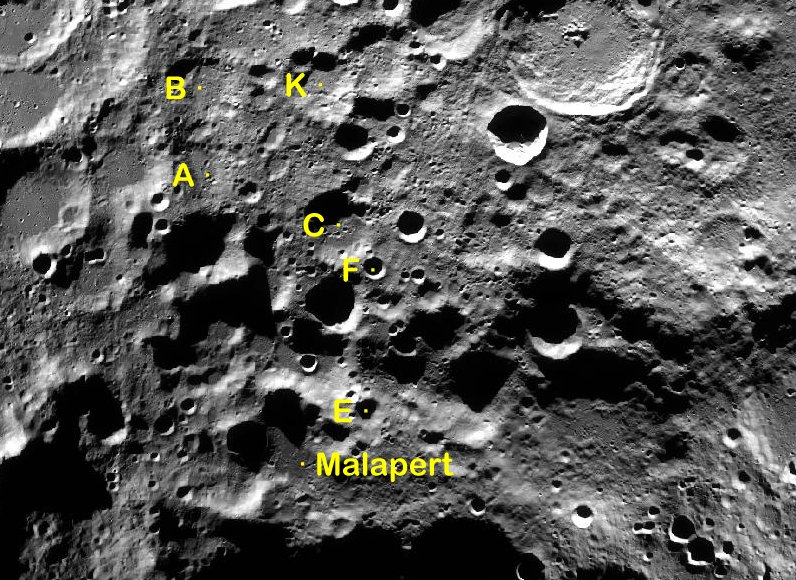
Малаперт и его сателлитные кратеры

| Малаперт | Координаты                                            | Диаметр, км |
| -------- | ----------------------------------------------------- | ----------- |
| A        | 80°11′ ю. ш. 3°47′ з. д. / 80,18° ю. ш. 3,79° з. д.   | 33,3        |
| B        | 78°47′ ю. ш. 2°56′ з. д. / 78,79° ю. ш. 2,93° з. д.   | 32,7        |
| C        | 80°59′ ю. ш. 10°05′ в. д. / 80,98° ю. ш. 10,08° в. д. | 39,0        |
| E        | 83°56′ ю. ш. 19°50′ в. д. / 83,94° ю. ш. 19,83° в. д. | 19,5        |
| F        | 81°32′ ю. ш. 14°44′ в. д. / 81,53° ю. ш. 14,73° в. д. | 11,4        |
| K        | 78°42′ ю. ш. 6°22′ в. д. / 78,7° ю. ш. 6,37° в. д.    | 39,2        |